# Boffa (prefekturhuvudort)
Boffa är en prefekturhuvudort i Guinea.   Den ligger i prefekturen Boffa och regionen Boke Region, i den västra delen av landet, 80 km nordväst om huvudstaden Conakry. Antalet invånare är 2 332.
Terrängen runt Boffa är platt. Havet är nära Boffa åt sydväst. Runt Boffa är det ganska glesbefolkat, med 42 invånare per kvadratkilometer. Det finns inga andra samhällen i närheten. I omgivningarna runt Boffa växer huvudsakligen savannskog.